# جفعات أرنون
جفعات أرنون أو التلة 777 (بالعبرية: גבעת ארנון) (بالإنجليزية: Hill 777)‏ بؤرة استيطانية إسرائيلية، أقيمت جنوب شرق محافظة نابلس شمال الضفة الغربية، وتقع إداريًا ضمن اختصاص مجلس شمرون الإقليمي. في عام 2000 كان عدد سكانها 830 مستوطنًا.

## الجانب القانوني
يعتبر المجتمع الدولي المستوطنات الإسرائيلية في الضفة الغربية غير قانونية بموجب القانون الدولي، لكن الحكومة الإسرائيلية تعارض ذلك.